# Josep Soriano i Izquierdo
Josep Soriano i Izquierdo (València, abril de 1908 - 1996) va ser un autor de còmic, periodista, artista faller i editor, responsable, junt amb Juan Puerto de la reforma de l'Editorial Valenciana treballant-hi com a director artístic i impulsant algunes de les publicacions amb gran repercussió en el còmic infantil com Jaimito i Pumby.
La seua carrera artística com artista gràfic comença a Catalunya els anys 30, publicant a capçaleres infantils com KKO, TBO o Niños. També publicà a revistes dirigides a un públic més madur com L'Esquella de la Torratxa, Papitu o La Traca. Com a periodista va col·laborar als periòdics valencians La Correspondencia de Valencia, El Diario de Valencia o Pueblo.
En acabar la Guerra Civil Espanyola va fundar, junt a Juan Puerto l'Editorial Valenciana, on dibuixaria historietes del personatge de Jaimito, publicat a la revista homònima durant molts anys, si bé el seu treball com a director de l'editorial va fer que haguera d'abandonar els seus personatges habituals i que les seues col·laboracions gràfiques foren esporàdiques. Alhora, va ser director de la revista fallera El Coet, on col·laboraven molts dels dibuixants de les revistes de l'Editorial Valenciana, com Pumby i Jaimito. Va exercir també com artista faller, i té un carrer dedicat al seu honor a València, prop de l'Avinguda de Joan XXIII.